# Viola flos-evae
Viola flos-evae är en violväxtart som beskrevs av Georg Hans Emmo Emo Wolfgang Hieronymus. Viola flos-evae ingår i släktet violer, och familjen violväxter. Utöver nominatformen finns också underarten V. f. flossdorfii.